# R-15
R-15 (あーるじゅうご?) es una novela ligera Japonesa escrita por Hiroyuki Fushimi e ilustrada por Takuya Fuji. La serie es publicada por la editorial Kadokawa Shoten en la revista Kadokawa Sneaker Bunko. El primer volumen fue publicado por Kadokawa Shoten en julio del 2009 y ocho volúmenes han sido puestos en libertad hasta julio de 2011. Una adaptación al manga comenzó a serializarse en el 2010, escrito por el mismo autor y es ilustrado por Hayato Ohashii, se publica en la revista Shonen Ace.

## Argumento
Takuto Akutagawa tiene una gran habilidad especial para escribir novelas eróticas. Ingresa a Hirameki Gakuen una escuela secundaria, que solo acepta a genios con un talento especial. Ahora él debe perseguir su sueño y guiar a sus compañeros con sus habilidades de escritura para 
ganar un concurso entre clases. Todo esto mientras tratará de crear el harem perfecto.

## Personajes
Taketo Akutagawa (芥川丈 Akutagawa Taketo?)
Seiyū: Aya Goda
Es un genio en la escritura erótica. Es despreciado por la mayoría de los otros estudiantes, especialmente las niñas que lo consideran un pervertido. También trabaja en el periódico de la Academia como periodista y entrevistador. A menudo suele tener hemorragias nasales cada vez que él se encuentra en una situación de excitación sexual. Con el tiempo la gente llega a cambiar su parecer con respecto a él, consigue varias admiradoras como Fukune, Utae y Raika. A medida que pasa el tiempo, se va enamorando de Fukune, incluso llega a llamarla "diosa de la música".
Fukune Narukara (鸣唐吹 Narukara Fukune?)
Interpretado por: Yurina Fukuhara
Es una genio del clarinete. Fukune es una chica tímida e inocente que forma una estrecha relación con Taketo y suele ayudarlo en sus momentos de necesidad. Fukune sabe que Taketo escribe novelas pero no sabe que son de género pornográfico. Es una persona difícil de hablar porque ella no responde a menudo. Fukune tiene una tendencia a leer cosas en voz alta cada vez que los ve, incluso repitiendo lo que escucha mientras duerme. El padre de Fukune es también un famoso clarinetista. Ella hace su mejor esfuerzo para cumplir con sus expectativas, practica constantemente, dejando poco tiempo para salir. Esto cambia cuando está con Taketo y parece desarrollar sentimientos por él.
Raika Meiki (名机来 Meiki Raika?)
Interpretado por: Mana Komatsu
Una genio fotógrafo. Ella trabaja a menudo con Taketo en el periódico de la Academia. Le gusta tomar fotografías de Taketo durante sus momentos más embarazosos. Debido a que Taketo es su modelo más útil, le ayuda en situaciones difíciles para poder quedarse con él y tomar más fotos. Raika también parece tener algún tipo de sentimientos por Taketo, hasta el punto de que no le importa si Taketo piensa en ella de forma perversa, , ella también afirmó que los dos son criaturas feas y que sería un buen partido en marcha.
Utae Sonokoe (园声謡 Sonokoe Utae?)
Interpretado por: Nanami Kashiyama
Una genio ídolo pop. Ella es una de las chicas más populares de la academia. Ella es también una de las pocas personas que no les importa la escritura erótica de Taketo, admirando el hecho de que trabaja en un género difícil. Utae alberga sentimientos por Taketo desde que le ayudó a superar un problema.
Kurumi Kuroki (黒树缲 Kuroki Kurumi?)
Seiyū: Yui Ariga
El Jefe Círculo Periódico. Dirige el periódico de la academia para que Taketo escribe y Raika toma fotos. Es una genio de primer orden, incluso para los estándares de la Academia de la inspiración. Normalmente se ve protegida por dos guardaespaldas y vistiendo un uniforme de látex, con su parte superior abierta, dejando al descubierto sus pechos. Ella tiene un montón de secretos, secretos que no deben ser descubiertos por la gente debido a que "algunos secretos en este mundo no deben ser revelados".
Ran Musen (雾线 Musen Ran?)
Interpretado por: Kayoko Tsumita
Una genio en informática. Odia a Taketo y lo considera un pervertido. Con sus habilidades es capaz de hackear incluso los satélites del gobierno. Habilidades de hacker tan superiores como las de Ran puede controlar cualquier cosa. Ran demuestra que solo está interesada en las chicas y odia a Taketo, pero esto cambia después de que Taketo ayuda en el rescate Fukune de Beni Botan.
Ritsu ENSHU (円周 ENSHU Ritsu?)
Seiyū: Madoka Murakami
Un genio matemático . Él es amigo de Taketo y el que trata de defender la obra de Taketo. Suele malinterpretar las cosas que dice y habla Taketo, excitándose inocentemente. Taketo consigue calmarlo haciendo que recite el valor de π.
Tsukuru Kagaku (香学 Kagaku Tsukuru?)
Seiyū: Midori Tsukimiya
Una genio inventor. Ella es el científico que ha inventado varias máquinas y aparatos, la mayoría de ellos tiene un mal funcionamiento de alguna manera, por lo general causando que Taketo se disguste. Se le ve normalmente llevando una bata blanca de laboratorio. 

## Medios de Comunicación

### Novela Ligera
Las novelas ligeras de R-15 son escritas por Hiroyuki Fushimi e ilustradas de Takuya Fujima. El primer volumen fue publicado en julio del 2009 por la editorial Kadokawa Shoten en la revista Kadokawa Sneaker Bunko y hasta el 1 de julio de 2011, ocho volúmenes han sido liberados.
| # | Título                                                                                        | ISBN                   | Fecha de publicación    |
| - | --------------------------------------------------------------------------------------------- | ---------------------- | ----------------------- |
| 1 | «Bienvenido a la Academia Genius!» «Yokoso Tensai Gakuen e!» (ようこそ天才学園へ!)            | ISBN 978-4-04-474701-5 | 1 de julio de 2009      |
| 2 | «Hola, mi primer amor» «Konnichi wa, Boku no Hatsukoi» (こんにちは,ぼくの初恋)                | ISBN 978-4-04-474702-2 | 1 de octubre de 2009    |
| 3 | «Bueno te conocí triángulo amoroso!» «Hajimekashite Sankaku Kankei!» (初めまして三角関係!)    | ISBN 978-4-04-474703-9 | 1 de enero de 2010      |
| 4 | «Traidor de despedida» «Uragirimono no Sayonara» (裏切り者のさようなら)                       | ISBN 978-4-04-474704-6 | 1 de junio de 2010      |
| 5 | «¡La Reina de Recuerdos del Aula!» «Yoroshiku Joo-sama no Kyoshitsu!» (よろしく女王様の教室!) | ISBN 978-4-04-474705-3 | 1 de septiembre de 2010 |
| 6 | «Buenas noches derrumbe de la Academia» «Konban ha Gakuen Hōkai» (こんばんは学園崩壊)         | ISBN 978-4-04-474706-0 | 1 de diciembre de 2010  |
| 7 | «Gracias secreto de la chica» «Itadakimasu Onna no Ko no Himitsu» (いただきます女の子の秘密)  | ISBN 978-4-04-474707-7 | 1 de abril de 2011      |
| 8 | «¡Principio de Liderazgo de Graduación!» «Sotsugyo shido Sutāto!» (卒業指導スタート!)         | ISBN 978-4-04-474708-4 | 1 de julio de 2011      |

### Anime
Una adaptación al anime producida por AIC y dirigida por Munenori Nawa comenzó a transmitirse en Japón el 10 de julio de 2011.
| #  | Título | Estreno                  |
| -- | --- | ------------------------ |
| 1  | «Welcome to Insight Acaedmy!» «Yōkoso Hirameki Gakuen e!» (ようこそ閃学園へ!)                                                       | 10 de julio de 2011      |
| 2  | «Stripping Idol!» «Nuidatte Aidoru!» (脱いだってあいどる!)                                                                          | 17 de julio de 2011      |
| 3  | «My First...» «Hajimete no...» (初めての...)                                                                                        | 24 de julio de 2011      |
| 4  | «Romantic Photographic Story» «Shashin Kidan» (写真奇談)                                                                            | 31 de julio de 2011      |
| 5  | «Only Girls» «Ikase-ai no Mukō ni» (イカセ愛のムコウに)                                                                             | 7 de agosto de 2011      |
| 6  | «What If Hirameki Academy's Genius Manager...» «Moshimo Hirameki Gakuen no Tensai manējā ga...» (もしも閃学園の天才マネージャーが…) | 14 de agosto de 2011     |
| 7  | «Story of the Girl's Dormitory» «Joshi Ryō Monogatari» (女子寮物語)                                                                 | 21 de agosto de 2011     |
| 8  | «Hirameki Academy's Holiday» «Hirameki no Kyūjitsu» (ひらめきの休日)                                                                | 28 de agosto de 2011     |
| 9  | «Director of X-Files» «Buchō X fairu» (部長Xファイル)                                                                               | 4 de septiembre de 2011  |
| 10 | «Steamy Town Elegy» «yu no machi erejī» (湯の町エレジー)                                                                            | 11 de septiembre de 2011 |
| 11 | «Our Summertime Blues» «boku tachi no samātaimu burū» (ボクたちのサマータイムブルー)                                                | 18 de septiembre de 2011 |
| 12 | «I Love You!» «daisuki da!» (大好きだ！)                                                                                            | 25 de septiembre de 2011 |